# Crangonyx paxi
Crangonyx paxi is een vlokreeftensoort uit de familie van de Crangonyctidae. De wetenschappelijke naam van de soort is voor het eerst geldig gepubliceerd in 1942 door Schellenberg.